# Melanthera
Melanthera är ett släkte av korgblommiga växter. Melanthera ingår i familjen korgblommiga växter.

## Bildgalleri

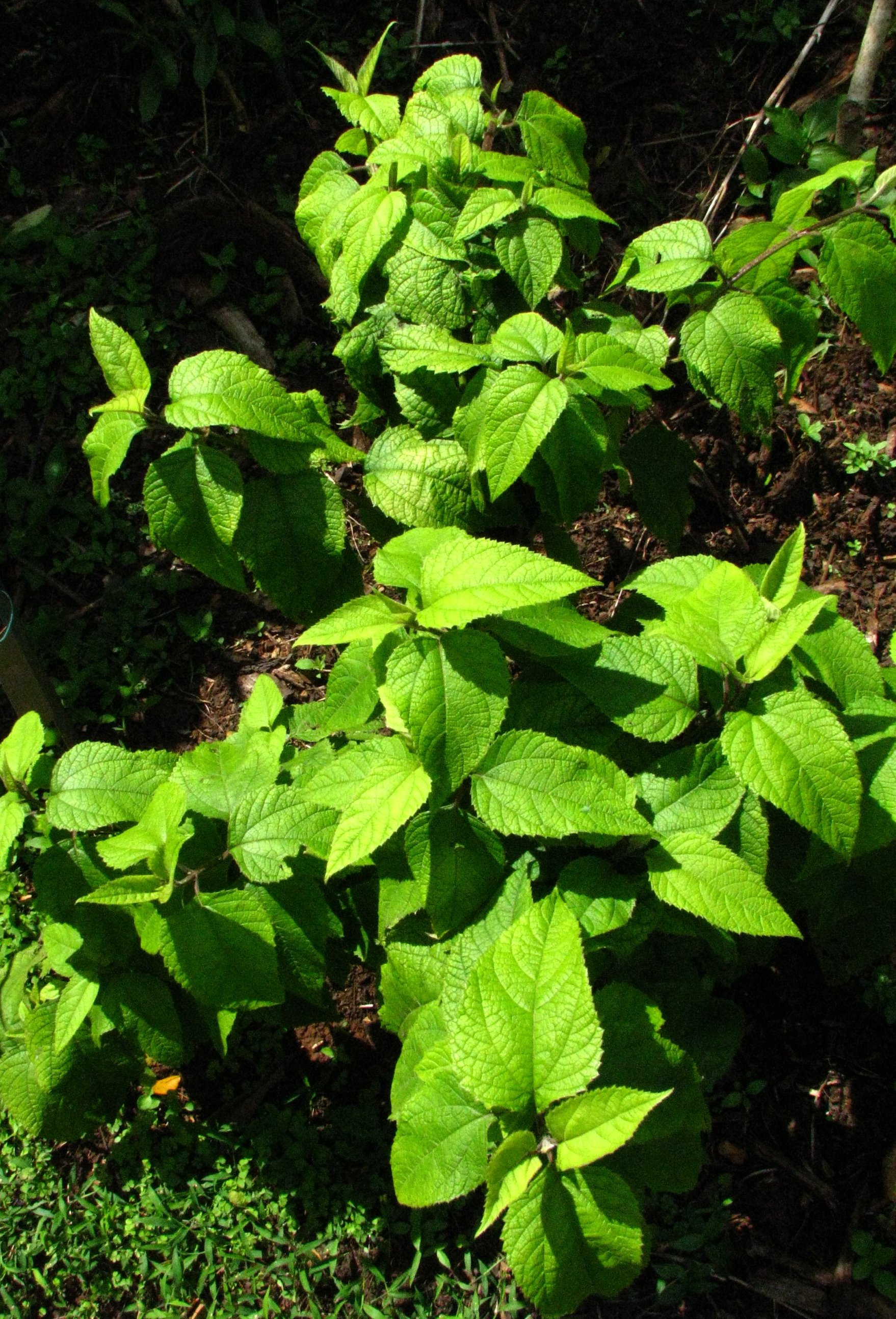
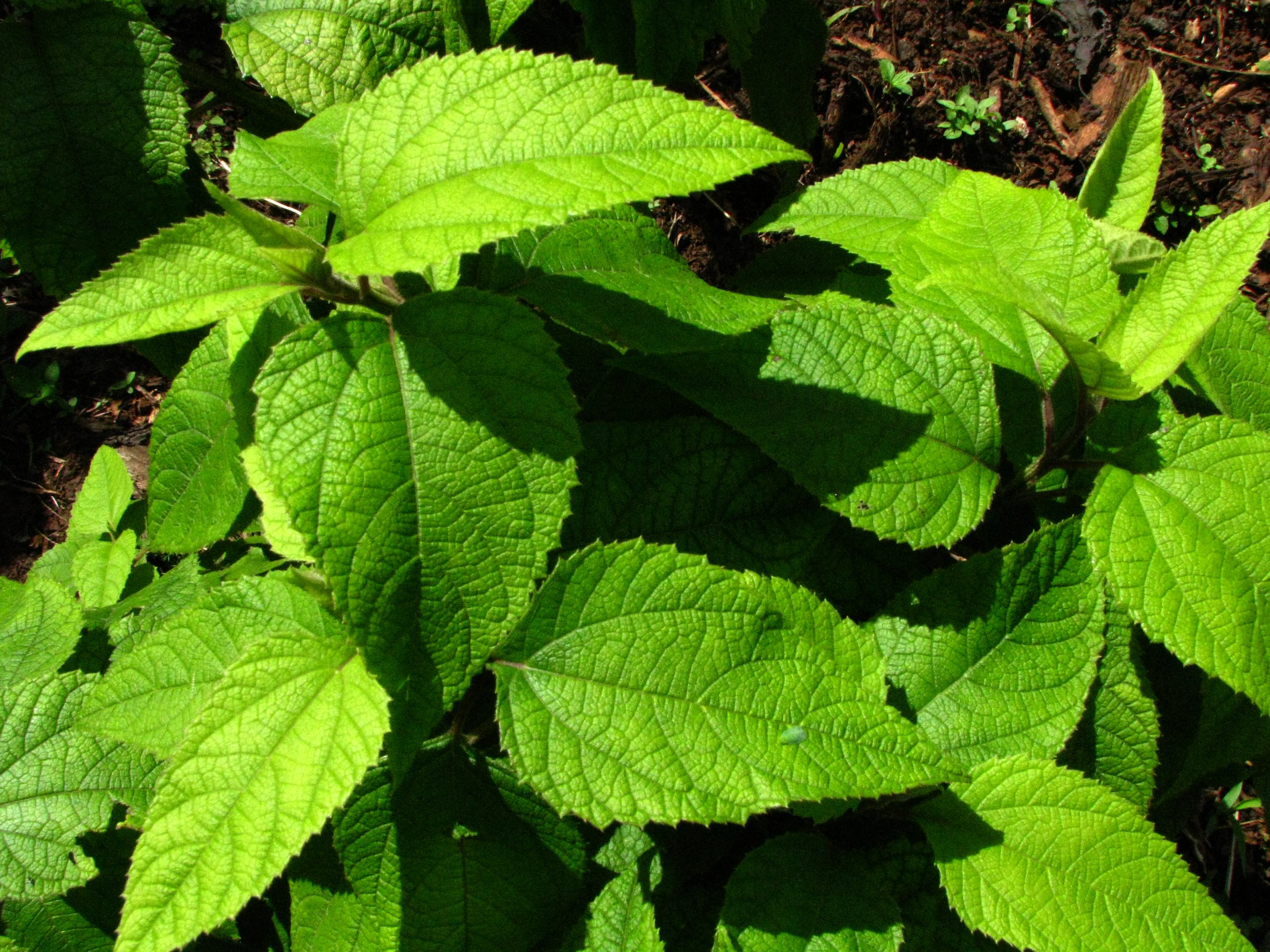
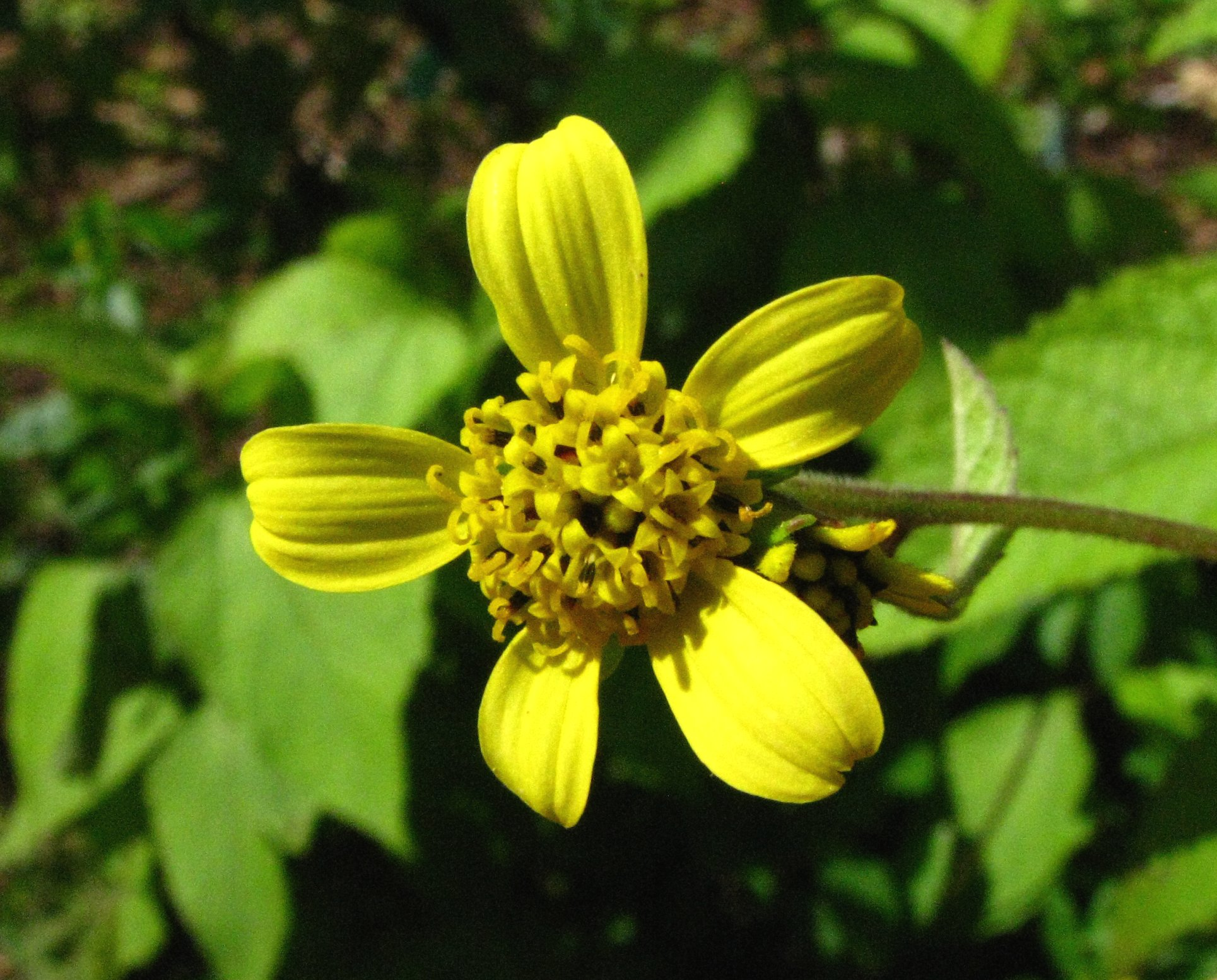
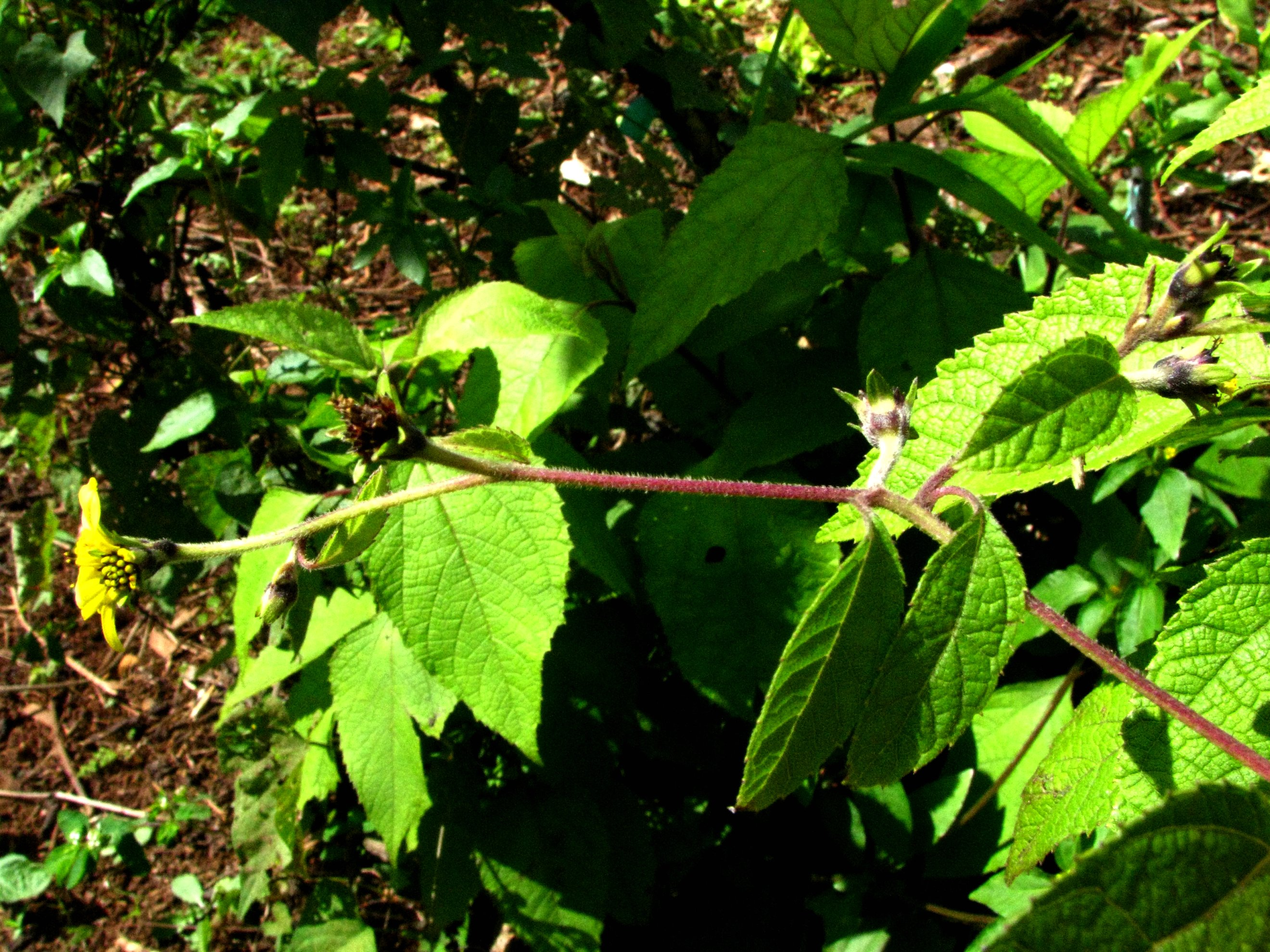
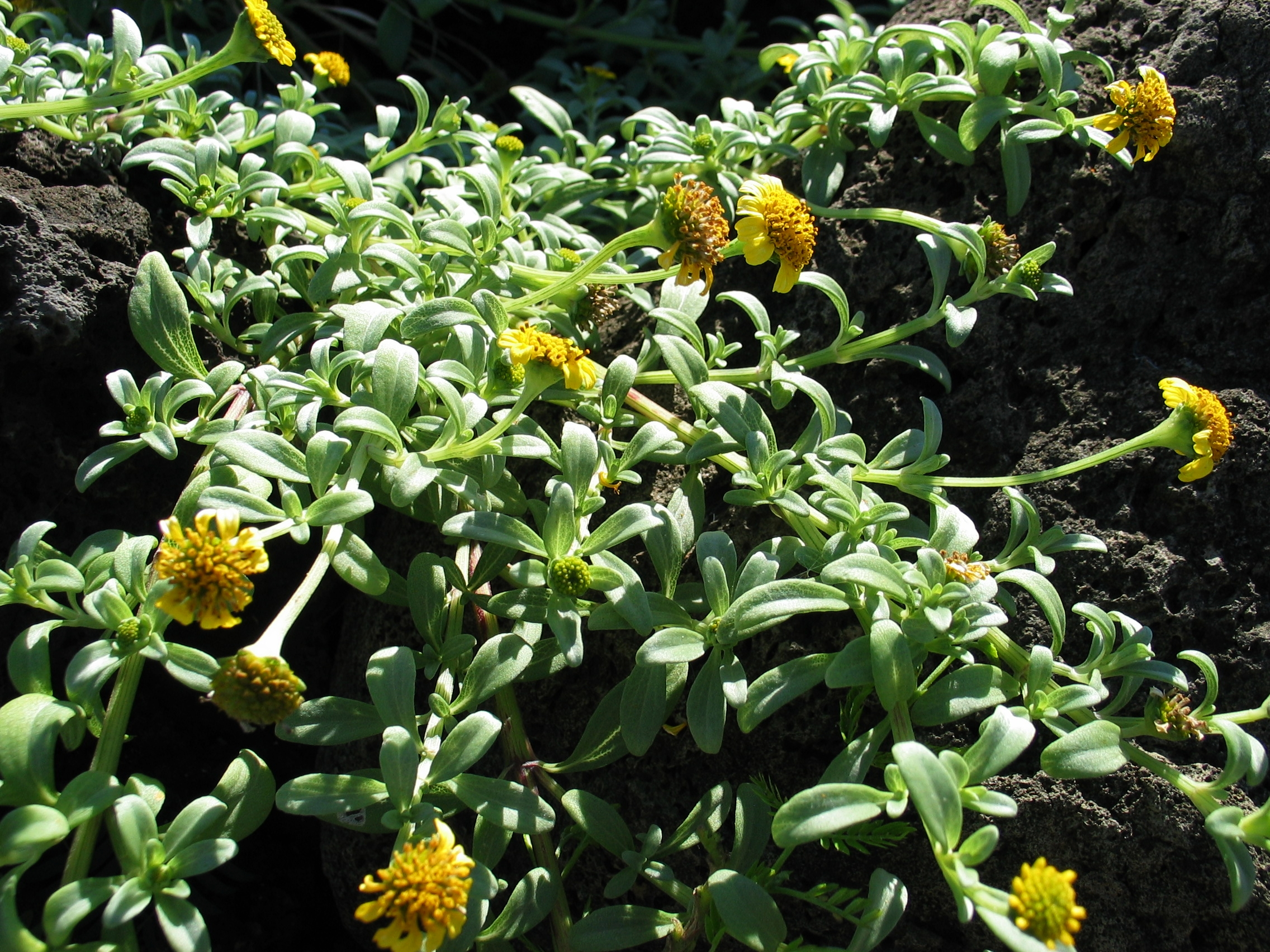
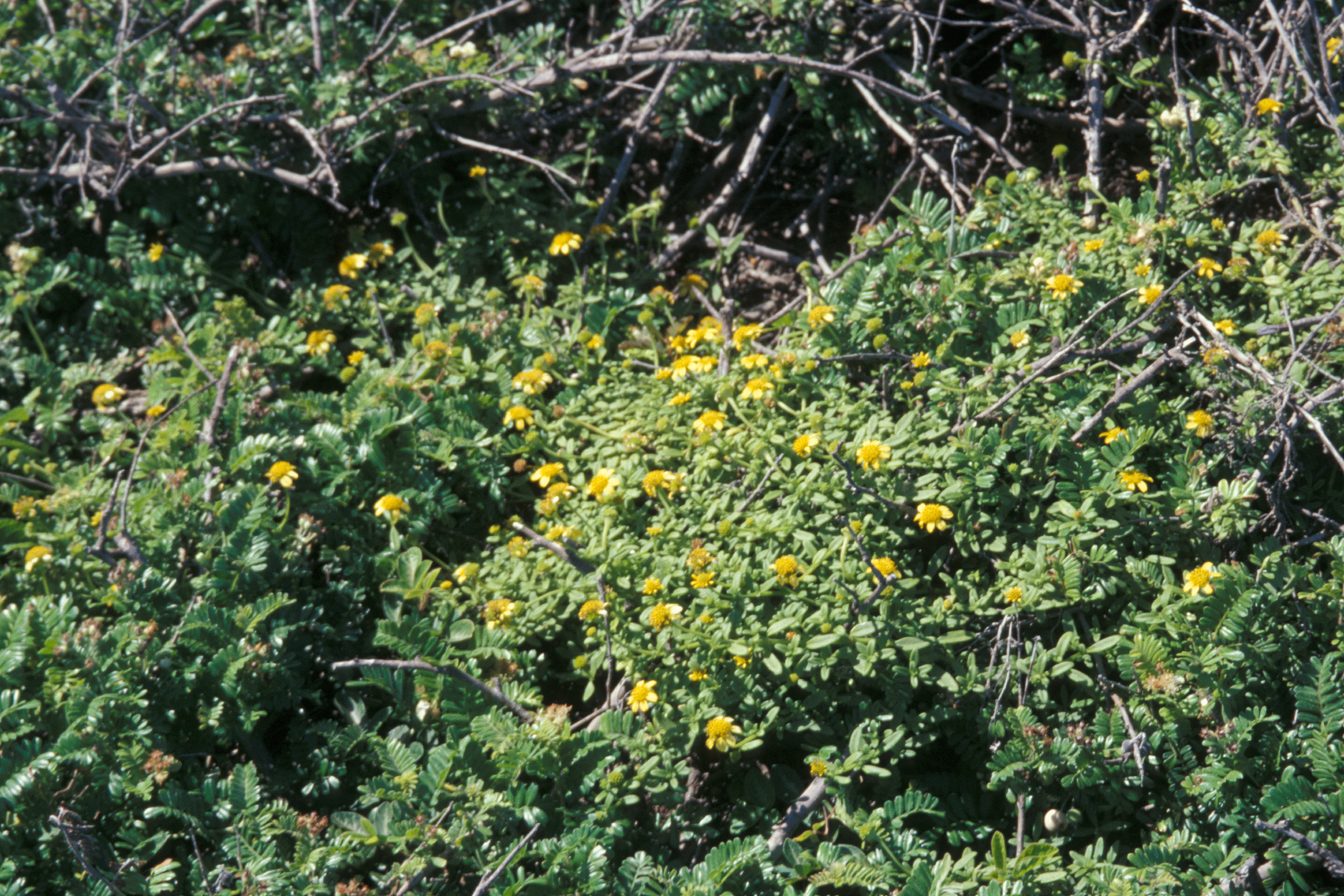

## Dottertaxa tillMelanthera, i alfabetisk ordning[1]
- Melanthera abyssinica
- Melanthera angustifolia
- Melanthera biflora[2]
- Melanthera bryanii
- Melanthera buchii
- Melanthera cinerea
- Melanthera discoidea
- Melanthera elliptica
- Melanthera fauriei
- Melanthera felicis
- Melanthera gambica
- Melanthera hastata
- Melanthera integrifolia
- Melanthera kamolensis
- Melanthera latifolia
- Melanthera lavarum
- Melanthera micrantha
- Melanthera nivea
- Melanthera parvifolia
- Melanthera populifolia
- Melanthera prostrata
- Melanthera pungens
- Melanthera remyi
- Melanthera rhombifolia
- Melanthera richardsae
- Melanthera robinsonii
- Melanthera scaberrima
- Melanthera scandens
- Melanthera subcordata
- Melanthera tenuis
- Melanthera triternata
- Melanthera waimeaensis
- Melanthera venosa